# Lucilia japuhybensis
Lucilia japuhybensis este o specie de muște din genul Lucilia, familia Calliphoridae, descrisă de Mello în anul 1961. Conform Catalogue of Life specia Lucilia japuhybensis nu are subspecii cunoscute.